# ليزلي والتر لي
ليزلي والتر لي هو سياسي كندي، ولد في 1896. انتخب عضو المجلس التشريعي من ساسكاتشوان.